# Currículum emergente
El currículum emergente es una filosofía de enseñanza y una forma de planificación centradas en ser sensibles a los intereses de los niños para crear experiencias de aprendizaje significativas. Se puede aplicar en cualquier grado o nivel educativo. Como filosofía prioriza la participación activa, la construcción de relaciones, los métodos flexibles y adaptables, las preguntas y el aprendizaje basado en juegos. En la educación inicial es colaborativo y receptivo a las necesidades de los niños. Los defensores de este tipo de aprendizaje proponen que conocer al niño es la llave para el éxito de su programa (Cassidy, Mims, Rucker, & Boone, 2003; Crowther, 2005; Jones & Reynolds, 2011; MachLachlan, Fleer, & Edwards, 2013; Stacey, 2009a; Stacey, 2011b; Wein, 2008; Wright, 1997).
Planificar un currículum emergente requiere de observación, documentación, lluvia de ideas creativas, flexibilidad y paciencia. En lugar de empezar con un plan de estudio que requiere un "gancho" para tener niños interesados, el currículum emergente comienza con la observación de los niños para conocer a fondo sus intereses. Además, los contenidos están influenciados por los valores adquiridos por estos en la escuela, la comunidad, la familia y la cultura (MachLachlan et al., 2013). El salón de clases se considera, básicamente, un especio para ampliar y facilitar el aprendizaje de los niños (Crowther, 2005) y fomentar aptitudes para el aprendizaje independiente (MachLachlan et al., 2013).

## Los profesores como facilitadores de aprendizaje
Los profesores que emplean el currículum emergente entienden que la trayectoria de aprendizaje ocurre como una consecuencia del interés genuino de los niños, la respuesta y la conexión con el sujeto (Crowther, 2005; Jones & Reynolds, 2011, MachLachlan et al., 2013). Para que esto suceda el maestro debe considerar su posición como un facilitador en el aula. Este rol implica tanto la observación cuidadosa del niño y sus juegos como su flexibilidad y creatividad para desarrollar oportunidades de aprendizaje que se alineen con los intereses de estos (Cassidy et al., 2003; Crowther, 2005; Jones & Reynolds, 2011; Stacey, 2009a/2011b; Machlachlan et al., 2013; Wein, 2008; Wright, 1997). Carolyn Edwards señala: "Los maestros honestamente no saben cómo terminará el grupo. Aunque esta sinceridad agrega un grado de dificultad a su trabajo, también lo puede hacer más emocionante."(Edwards, Gandini & Foreman, 1993, pp. 159)  En este escenario, los maestros actúan como investigadores, que están constantemente aprendiendo sus roles para recolectar de datos, construir estrategias y evaluar sus resultados (MachLachlan et al., 2013; Stacey, 2009). El éxito en la aplicación del currículum emergente requiere de una curiosa predisposición acerca del niño y su aprendizaje.